# Parasponia andersonii
Parasponia andersonii är en hampväxtart som först beskrevs av Jules Émile Planchon, och fick sitt nu gällande namn av Jules Émile Planchon. Parasponia andersonii ingår i släktet Parasponia och familjen hampväxter. Inga underarter finns listade i Catalogue of Life.